# Pieter Kuhn

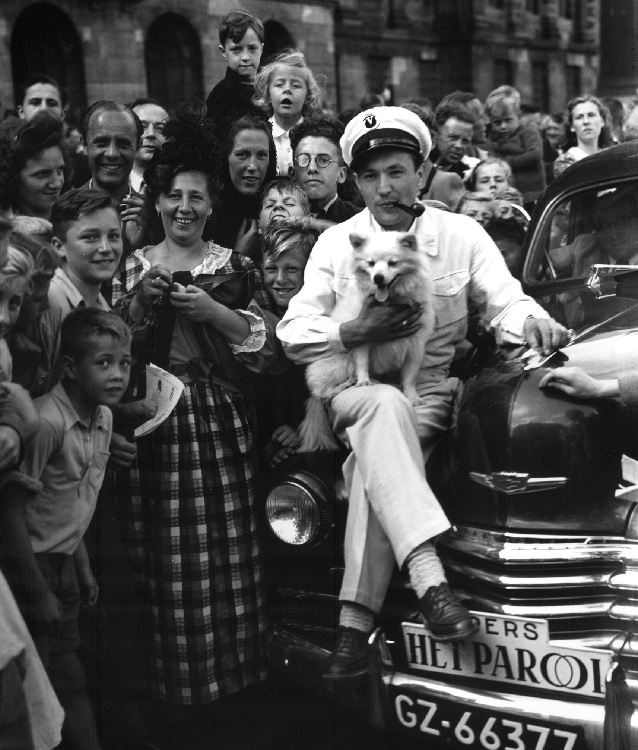
Striptekenaar Pieter Kuhn poserend als stripfiguur Kapitein Rob met zijn samojeed Skip voor het Paleis op de Dam, 3 augustus 1948.

Pieter Joseph (Piet) Kuhn (Amsterdam, 22 mei 1910 – aldaar, 20 januari 1966) was een Nederlandse striptekenaar, vooral bekend om zijn reeks De avonturen van Kapitein Rob. Het Strip Documentatie Centrum Nederland (SDCN) verbonden aan de UBA ( Universiteitsbibliotheek Amsterdam) bezit een kopie van de verwijderde website van Cor Mulder met zeer veel extra informatie over Pieter Kuhn en Kapitein Rob.
Met Marten Toonder (Tom Poes, Kappie, Panda, Koning Hollewijn) en Hans G. Kresse (Eric de Noorman, Matho Tonga, Wetamo, Mangas Coloradas, Indianenreeks) wordt Kuhn door veel stripliefhebbers gerekend tot de belangrijkste drie Nederlandse striptekenaars van na de Tweede Wereldoorlog. Zijn tekenstijl wordt over het algemeen als technisch knap omschreven, hoewel hij niet bekendstaat als begenadigd kunstenaar. Het bedenken van plots wordt vaak gezien als zijn sterkste punt, terwijl de precieze teksten bij het verhaal een zwakte waren. Hij werd bij de strip Kapitein Rob uit het dagblad Het Parool dan ook bijgestaan door andere tekstschrijvers, onder anderen door zijn Parool-collega Evert Werkman. Kuhn maakte ook de strip De geniale constructie (1965). Hij verzorgde verder boekillustraties en tekende voor filmaffiches, bladmuziek, reclamewerk, boekenleggers, een kwartetspel en prentbriefkaarten.

## Beginperiode
Kuhn volgde in de jaren 20 van de 20e eeuw lessen op de Kunstnijverheidsschool Quellinus in Amsterdam. In de periode 1930-1932 volgde hij een avondcursus op de Rijksacademie voor Beeldende Kunsten. Hij werkte toen reeds bij drukkerij Senefelder, waar hij een opleiding tot lithograaf volgde en in 1929 zijn diploma behaalde. Hij trad in 1932 in dienst bij drukkerij Van Dooren in Vlaardingen als reclametekenaar. Hij ontwierp in die tijd daarnaast onder andere filmaffiches met Marlene Dietrich, Maurice Chevalier en Mae West, waarbij hij kleine afbeeldingen met een vergrotingsprojector op de muur projecteerde, illustreerde boeken en werkte als boekbandontwerper. Nadat zijn pogingen om zich te vestigen als zelfstandig ontwerper en illustrator schipbreuk hadden geleden, verhuisde hij in 1939 naar Hilversum, waar hij ging werken bij reclamebureau Kastelein. Hij verzorgde daar reclamewerk en werkte onder anderen samen met Alex Jagtenberg en Cornelius van Velsen. Werk van hem kan men vinden in het blad De Basis dat uitgegeven was door het reclamebureau zelf. Hierin staat in feite zijn eerste stripillustratie (Loeb).

## Tweede Wereldoorlog
Tijdens de Tweede Wereldoorlog (1940-1945) speelde hij een (volgens hemzelf) bescheiden rol in het Verzet met het vervalsen van persoonsbewijzen (bijvoorbeeld voor de joodse uitgever Hein Kohn), het illustreren van illegale boeken (onder andere De Steppenwolf van Hermann Hesse, uitgegeven door Richard Bing te Hilversum en niet zoals vermeld, door de Payottenpers te Dendermonde; was dekmantel) en het helpen van onderduikers in zijn huis te Hilversum en op zijn schip te Loosdrecht (zie bij "Sprookjesboeken"). Ook had hij een functie bij de keurstoottroepen van de Nederlandsche Binnenlandsche Strijdkrachten (NBS). Bij een razzia in zijn straat (Van Beuningenstraat 23) moest Kuhn met onderduikers onder de vloer verdwijnen. Gelukkig werd zijn huis overgeslagen. Een inval van gewapende Duitsers noodzaakte hem in Haarlem onder te duiken.
De wens voor zichzelf te beginnen had hem echter niet losgelaten en hij nam in 1942 ontslag bij het reclamebureau, waar hij de functie  van chef-tekenaar had. Alex Jagtenberg volgde hem hierbij. Hij illustreerde in die tijd boeken, waaronder de sprookjes van Grimm, voor diverse uitgevers, zoals Holle & Co., A. Rutgers, G.W. Breughel en A.G. Schoonderbeek. Volgens Pieter Kuhn zelf was zijn werk voor de Duitsgezinde Volksche Uitgeverij Westland (in 1942, maar vooral 1943 en 1944), die in feite volledig in handen van de bezetter was, een dekmantel voor zijn reeds genoemde ondergrondse activiteiten. Hij illustreerde voor deze Amsterdamse uitgeverij het binnenwerk van de boeken Goudhals en Goden- en heldensagen, maar ook de boekomslagen van sterk propagandistische werken, zoals Stuka's vallen aan!, Doodgravers van het Britsche Imperium en De nieuwe grondslag van ons denken. Paul Arnoldussen van het dagblad Het Parool leverde hier in 1999 kritiek op. Dit is, gezien de uitvoering van de illustraties, zeer begrijpelijk. Inmiddels zijn 55 door Kuhn geïllustreerde boeken bekend. Dit betreft banden, stofomslagen en omslagen en tweemaal het binnenwerk. De tekeningen hebben kwaliteit, maar kunnen qua uitvoering zeker niet altijd gewaardeerd worden of erger dan dat. Naast Westland illustreerde Kuhn ook voor enkele andere collaborerende uitgeverijen, zoals A. Rutgers en Holle & Co. Hierin staan echter geen bedenkelijke tekeningen. Bij Westland zelf zijn het er enkele. Met name bij Doodgravers van het Britsche Imperium, Duivels met dubbele tongen ( ?), Stuka's vallen aan! , De tsaar, de toovenaar en de joden en Weerzien met Sovjet-Rusland. Ook voor niet-gepubliceerd werk had hij getekend.
Volgens Cornelius van Velsen, een ex-collega van Pieter Kuhn bij het reclamebureau Kastelein [J.P. (Jaap) Kastelein)], tekende Kuhn vooral voor Westland om een dekmantel te hebben voor zijn ondergrondse werkzaamheden, maar ook om niet naar Duitsland gestuurd te worden. Bovendien had hij een gezin te onderhouden. Uit correspondentie met Westland bleek dat brieven niet voorzien waren van 'Kameraad' en 'Hou Zee!', maar 'Geachte Heer' en 'Hoogachtend'. Hij hoorde er dus absoluut niet bij. Een interessant detail is dat het boek Verloren Paradijs, dat in de oorlog door Westland wel was aangekondigd, maar evenals enkele andere vrijwel zeker niet verscheen, kort na de oorlog toch opdook. Kuhn had de originele tekening bewaard. Het kwam uit bij zijn vriend Geert Breughel (G.W. Breughel). De auteur Bengt Berg was een Zweed en het was een neutraal boek. Dit laatste in tegenstelling met de andere vrijwel zeker niet verschenen titels Gudrun-sage (afgebeeld in een Westland-catalogus, maar onvindbaar), Kunst en Ras, De Noordsche Ziel en Vijand in zicht. Het leverde voor Verloren Paradijs een fraai stofomslag op. Dora Holdenrieth verscheen, ondanks tegengestelde berichten, toch op een duistere wijze, maar dan zonder de Westland-bandillustratie van Kuhn. Het is uit brieven bekend dat Kuhn een exemplaar ontvangen had en aan de bandtekening van plat en rug moest werken. In een notitieboekje van Corrie Meilink, verbonden aan Westland, stonden (nog Duitse) titels vermeld van boeken die Kuhn moest gaan illustreren.

## Kapitein Rob
Omdat er tegen het einde van de oorlog steeds minder opdrachten binnenkwamen, ontwikkelde Kuhn ideeën voor een krantenstrip, die hij kort na de bevrijding aanbood aan de voormalige verzetskrant Het Parool. Het stripverhaal gaat over de avonturen van een zeezeiler, voor wie dan nog een aansprekende naam moet worden bedacht. Toen dit stripverhaal door de krant werd geaccepteerd, stortte hij zich vol overgave op deze nieuwe uitdaging.
Op 11 december 1945 verscheen de eerste aflevering van de strip, die spoedig (vanaf verhaal 7) De avonturen van Kapitein Rob is gaan heten. De strip verhaalt de ongelooflijke belevenissen van kapitein Rob van Stoerem met zijn zeilschip 'De Vrijheid' en zijn hond Skip. Omdat hij minder bedreven was in het schrijven van de bijpassende teksten, werd Kuhn daarin bijgestaan door Parool-journalist Evert Werkman (alleen bij het eerste verhaal was de tekst van Nanny Aberson). De afbeeldingen die hij signeerde met de letters QN, getuigen van een scherp oog voor details van schepen of historische gebouwen. Hij probeerde volledig in overeenstemming met de werkelijkheid te tekenen. Alleen als dat lukte, gaf hij de tekening vrij voor publicatie. Zelf noemde Kuhn deze tekeningen altijd bescheiden 'plaatjes'.
Het sterk nastreven van de werkelijkheid gold zelfs voor levende wezens; Marga en Willy uit de strip zijn gebaseerd op een model (met donker haar) dat voor Pieter Kuhn heeft geposeerd. De namen zijn aan Kuhns dochters ontleend, die destijds nog zeer jeugdig waren. Kapitein Rob is in feite Kuhn zelf, want hij tekende zichzelf voor de spiegel. Professor Lupardi, een van de hoofdpersonen uit Kuhns strip, is gebaseerd op Kuhns vriend Detmer Detmers, wiens twee Samojeden model stonden voor Robs hond Skip, terwijl Yoto, de assistent van Lupardi, op ene oom Job is gebaseerd. Hitler, Göring en Goebbels verschijnen in verhaal 6 (Het geheim van de Bosplaat) als schadelijke bacteriën. In verhaal 10 (Mysterie van het Zevengesternte) staat zelfs de staf van Het Parool afgebeeld.
De grote belangstelling die Pieter Kuhn voor geschiedenis en techniek had, verwerkte hij in zijn beeldverhalen. Hij plaatste een avontuur van Kapitein Rob even gemakkelijk in de Gouden Eeuw (waartoe hij Rob terug in de tijd laat reizen of voor diens voorvader door laat gaan) als in het tijdperk van de ruimtevaart. En daar waar de techniek nog niet aan toe was, schoot hem zijn ongebreidelde fantasie te hulp. Vooral door het laatste werd hij nog weleens vergeleken met Jules Verne. Maar de dramatiek, die het werk van Verne kenmerkt, ontbreekt echter geheel in de verhalen van Kapitein Rob. Het zijn spannende avonturen zonder achterliggende boodschap. In het maritieme tijdschrift De Blauwe Wimpel verschenen in de jaren veertig en vijftig van de twintigste eeuw veel illustraties van Kuhn, waarvan een deel duidelijk verwant is aan zijn tekeningen in "Kapitein Rob".
Om inspiratie op te doen maakte Kuhn verscheidene bootreizen. Het Middellandse Zeegebied stond hierbij centraal. In 1947, 1948, 1952 en 1955 voer hij met respectievelijk de Dundee, Iris, Julia Mary en Bonaventura. Maar desalniettemin was na tien jaar Kapitein Rob de pijp leeg bij Kuhn. Hij besloot in april 1955 tot een sabbatical year, maar nam al gauw zijn oude stiel van reclametekenaar weer op.
Op aandrang van velen en ook om financiële redenen besloot hij anderhalf jaar later weer door te gaan met de strip. In september 1956 verscheen het verhaal De Stranding van de Atlantide, waarin Kapitein Rob wederom figureert, weer op zijn vertrouwde plek in Het Parool, die tijdens zijn afwezigheid was ingenomen door Frank de Vliegende Hollander, een stripverhaal van tekenaar Piet Wijn over een piloot, dat echter nooit de allure van Kapitein Rob kreeg. Kapitein Rob zelf haalde overigens, zo lijkt het wel, zijn oude niveau ook niet meer.
Van november 1958 tot juni 1959 was er opnieuw een onderbreking: Kuhn was getroffen door een hartinfarct en moest rust nemen. Na te zijn hersteld zette hij zijn werk aan Kapitein Rob voort. Maar op 20 januari 1966 trof hem een tweede infarct. Dit werd hem fataal en na 73 verhalen was het einde van Kapitein Rob bezegeld. Pieter Kuhn is slechts 55 jaar oud geworden.
De Avonturen van Kapitein Rob zijn daarna driemaal opnieuw volledig uitgegeven, inclusief de nog niet uitgewerkte schetsen van het laatste verhaal. In de Koninklijke Bibliotheek (Den Haag) bevindt zich inmiddels een Kuhn-archief (zie: Lex Ritman).

## Filmaffiches
Kuhn projecteerde kleine afbeeldingen met een vergrotingsprojector op de muur volgens een mededeling van zijn weduwe in 1977 aan Lex Ritman. Met name Marlene Dietrich had volgens haar zijn belangstelling. Het werken aan filmaffiches deed hij in hun verlovingstijd. De Nederlandse affichejaren worden vermeld. De affiches zijn ongesigneerd. Er zijn geen Dietrich-films naast de 
vermelde in de verlovingsperiode en Paramount liet in Nederland één ontwerp per film maken. Kuhn kan dus geen andere Dietrich-affiches gemaakt hebben. Bekend zijn:
Marlene Dietrich
- Blonde Venus (1932) [Dolly Rudeman en Frans Mettes zijn uitgesloten vanwege stijl en signatuur van hen] [de buitenlandse affiches van Blonde Venus zijn sterk verwant aan het Nederlandse]
- Song of Songs (1934)
- Tsarina v. Rusland (The Scarlet Empress) (1934)
- De Duivel is een Vrouw (The Devil is a Woman) (1935)

Maurice Chevalier
- Een Uurtje met Jou (One Hour with You) (1933)
- A Bedtime Story (1933)
- The Way to Love  (1933)

Mae West
- Ik ben geen Engel (I'm no Angel) (1934)

Opvallend zijn bij een aantal affiches de dominantie van één kleur, de letter M, de letter S, de dwarsstreepjes bij de belettering  van de filmsterren en de groen-bruintint bij het hoofd van Maurice Chevalier. Ook kan gelet worden op het voorkomen van een oranje voornaam en een rode achternaam. Verder nog: de periode, de drie filmsterren en het donkerder worden van de kleuren naar beneden. Wel altijd in combinaties. Wat betreft Marlene Dietrich: Dolly Rudeman: Marokko (Morocco) in 1931 en Onteerd (Dishonored) in 1931/1932. Frans Mettes: Angel in 1937. Hiertussen: Pieter Kuhn (1932, 1933, 1934 en 1935). Betreft de affichejaren. Ook nog bekend: Sacha Dawideit: De blauwe Engel (Der blaue Engel): 1954 (film: 1930).

## Door Pieter Kuhn voor Westland geïllustreerde boeken
Met een * wordt aangegeven dat het desbetreffende boek in brieven van Westland aan Kuhn wordt genoemd.
In de catalogus van de Koninklijke Bibliotheek te Den Haag staan veel boeken vermeld over Pieter Kuhn en Kapitein Rob die geschreven zijn door Lex Ritman. Hier van belang: Voor Westland geïllustreerde boeken.

### 1942
- De slag op den Atlantischen Oceaan: H.H. Ambrosius, 1942, omslag

### 1943
- Bakoe: Anton Hantschel, 1943, 1e en 2e druk, stofomslag en band
- Bismarck sticht het Rijk: Werner Beumelburg, 1943, 1e druk, stofomslag en band*
- Doodgravers van het Britsche Imperium: P. Molenbroek, 1943, stofomslag en band*
- Europa als economische eenheid: Alfred Oesterheld, 1943, stofomslag en band*
- De Führer. Een boek voor de jeugd: Erich Beier-Lindhardt, 1943, stofomslag en band
- Gevleugelde Roofridders: Fritz Siedel, 1943, 1e en 2e druk, stofomslag en band
- De GPU valt Europa aan!: Wolfgang Mund, 1943, omslag
- Gudrun-sage: Maarten van Nierop (in 1943 aangekondigd met afbeelding in een Westland-catalogus, maar absoluut onvindbaar; bedoeling: omslagillustratie; vergelijk met Siegfried-sage)
- Hidde tom Brook: G.G. Engelkes, 1943, stofomslag en band*
- Indië in den smeltkroes: Walter Dreesen, 1943: 1e druk en 1944: 2e druk (iets andere kleur op rug van band), stofomslag en band*
- Het jonge Rijk: Eugen Frieder Bartelmäs, 1943, stofomslag en band
- De Kapiteins Christiansen: 1943, stofomslag (bandtekenaar onbekend)*
- Kunst en Ras: Paul Schultze-Naumburg: genoemd in brief van 25 oktober 1943, maar niet verschenen (?); Kuhn had wel ontwerp getekend*
- De laatste toevlucht: Rudolf Ramlow, 1943, stofomslag (op band geen illustratie); 2e druk in 1944, band (geen stofomslag)
- Maike: Gustav G. Engelkes, 1943, 2e druk (Duitstalig, 1e druk in Duitsland in 1937 zonder bandillustratie), band
- Mölders en zijn mannen: Fritz von Forell, 1943, 1e druk: stofomslag door Kuhn en band van onbekende tekenaar; 2e druk: band: Kuhn (stofomslag heeft zeer waarschijnlijk nooit bestaan)
- De nieuwe grondslag van ons denken: R. Walther Darré, 1943, stofomslag (band: geen illustratie)
- De Noordsche Ziel: Ludwig Ferdinand Clauss: genoemd in brief van 25 oktober 1943, maar niet verschenen (?); Kuhn had wel ontwerp getekend*
- Oostland-reeks: De volken van Oost-Europa: deel I: 1943, band*
- Oostland-reeks: Kaukasië: deel II: Irmgard Erhorn, 1943, band*
- Oostland-reeks: Unie der Socialistische Sowjet-Republieken U d SSR: deel III: Georg Reitenbach, 1943, band*
- Oostland-reeks: De agrarische politiek der Sowjet-Unie: deel IV: 1943, band*
- Oostland-reeks: De Komintern: deel V: Kurt Krupinski, 1943, band*
- Oostland-reeks: Het jodendom der Sowjets zonder masker: deel VI: G. von Poehl en M. Aghte, 1943, band*
- Oostland-reeks: De landbouw in de Sowjet-Unie: deel VII: Otto Bräutigam, 1943, band*
- Oostland-reeks: De economische perspectieven in de Sowjet-Unie: deel VIII: 1944 (!), band*
- Oostland-reeks: De politiek van het bolsjewisme ten opzichte van de kerken: deel IX: 1944 (!), band*
- Op dierenvangst in Afrika : Christoph Schulz, 1943: 2e druk en 1944: 3e druk, stofomslag [1e druk uit 1942 geen gegevens over tekenaar]
- Opkomst en verval van het Britsche rijk: Otto Scheel, 1943, 1e druk, stofomslag en band
- Rebellen: Gertrud Fussenegger, 1943, stofomslag en band
- Siegfried-sage: Nora Heggen, 1943, omslag
- Soldaten tegen dood en duivel: Horst Slesina, 1943, stofomslag en band (twee drukken) [ook een affiche; 50x36 cm; aanverwante tekening; 1943; Kuhn]
- De strijd om de heerschappij ter zee: Jakob Kinau: 1e druk: 1943 en 2e druk: 1944, stofomslag en band*
- Stuka's vallen aan!: Hans Meffert, 1943, band*
- Trenck de pandoer: Wilhelm Kayser, 1943, stofomslag en band (volgens www.hasufali.nl zijn er twee drukken)
- De tsaar, de toovenaar en de joden: Werner Gruehn (eigenlijk door Aron Simanowitsch), 1943, 1e en 2e druk, stofomslag en band
- Van Chicago naar Tsjoengking: Ralph Colin Ross, 1943, stofomslag en band
- Die verlorene Handschrift (Roman in fünf Büchern, Erster Teil und Zweiter Teil): Gustav Freytag, 1943, band (Erster Teil: Erstes und Zweites Buch; Zweiter Teil: Drittes, Viertes und Fünftes Buch)
- Verloren Paradijs: Bengt Berg: genoemd in brief van 25 oktober 1943, maar niet verschenen (?); Kuhn had wel ontwerp getekend; in 1948 verscheen bij G.W. Breughel, een vriend van Kuhn, Verloren Paradijs van Bengt Berg (stofomslag en band), ongetwijfeld het vrijwel zeker niet bij Westland verschenen boek*
- Vijand in zicht: Werner Hartmann: genoemd in brief van 12 oktober 1943, maar niet verschenen (?); Kuhn had wel ontwerp getekend*
- Weerzien met Sovjet-Rusland: Edwin Erich Dwinger, 1943, stofomslag en band
- Een wereldreis in oorlogstijd: Felicitas von Reznicek, 1943, stofomslag, band en schutbladen
- Het wonder der erfelijkheid: G.A.M. de Monyé, 1943, omslag
- Wij bouwen zeedijken: Günther Grell, 1943, band
- De IJzeren Zeehond: Hans Arthur Thies, 1943, 1e en 2e druk, stofomslag en band

### 1944
- Beslist goud den oorlog?: Dr. Theodor Sonnemann, 1944, band
- Bismarck sticht het Duitsche Rijk: Werner Beumelburg, 1944, 2e druk, stofomslag en band (stofomslagtekening zelfde als bij 1e druk uit 1943, maar iets afwijkende titel)*
- Dora Holdenrieth: Paul Bertololy, 1944: ondanks de vermelding op de computer dat het boek niet verschenen is door de oorlog is het op de Koninklijke Bibliotheek in Den Haag aanwezig; het titelblad is voorzien van de naam van Westland, maar de band is kaal; uit brieven van de uitgeverij aan Kuhn van 17 februari en 4 mei 1944 is bekend dat hij een exemplaar van Dora Holdenrieth ontvangen heeft en aan een bandtekening voor het plat en de rug moest werken*
- Georg Friedrich Händel: Eugen Ortner, 1944, band (exemplaren met groene rug en met gele rug)
- Goden en heldensagen: Gustav Schalk, 1944, band en binnenwerk (Duitse versie: tekenaar: Karl Stratil)
- Goudhals: Hermann Löns, 1944, stofomslag en binnenwerk (boek heeft vastgeplakt stofomslag) (zelfde stijl als Sprookjes van Grimm met plaatjes door Kuhn; Goede Pers, Averbode; gesigneerd: 'Peter')
- Herbert Norkus: Gerhard Mondt, 1944, band (volgens een brief van 12 oktober 1943: 'H.J.-Zeichen nach dem Original anfertigen. Schwarze Umrandung. Auch helleren Hintergrund herbeiführen.'); deze omschrijving wijkt af van de bandillustratie op het boek, maar dat gebeurde vaker*
- Maharadja Reinhardt: Peter Weber, 1944, band (volgens een brief van 25 oktober 1943: '...doch de omlijsting, het rode lofwerk dient veranderd te worden, ook hier te vervangen door strakke lijnen'); deze omschrijving wijkt af van de bandillustratie op het boek, maar dat gebeurde vaker*
- Reichsgeschichte der Niederlande seit der Burgundischen Zeit: Eduard Schulte, 1944, band
- Het roode drama: Natasja Gorjanowa, 1944, band
- Tusschen wolkenkrabbers: Walther Röcken, 1944, band
- Ulrich von Hutten: Kurt Eggers, 1944, band*
- Wij hebben den Führer gezien!: Wilhelm Dissmann, 1944, band*

Naar alle waarschijnlijkheid kunnen de boekomslagen van nog twee boeken aan Kuhn toegeschreven worden: Een vrouw vliegt mee (Inge Stölting; 1943; stofomslag en band) en Zeeoorlog in het Oosten (Heinz Woltereck; 1943; band).
Over Duivels met dubbele tongen van Henri van Hoof (1944) bestaat verschil van mening. Het binnenwerk is van Pieter Pouwels (monogram P), maar wat betreft de band zijn er twee meningen: de bandillustratie is ook van Pieter Pouwels volgens de ene partij, maar van Pieter Kuhn volgens anderen. Pieter Kuhn gebruikte nooit een monogram voor het binnenwerk bij Westland. Het probleem: de band is niet gesigneerd. Bij Westland kwam het vaker voor dat binnenwerk en band niet van dezelfde tekenaar waren. De duivel in het binnenwerk wijkt nogal af van die op de band. Merkwaardig is op de band de schrijfwijze van de auteur: Henri van Hooff, bij het exemplaar op de Koninklijke Bibliotheek in Den Haag. Op andere exemplaren staat (correct): Henri van Hoof. Bekend is overigens dat Kuhn enkele malen een auteursnaam verkeerd vermeldde, zoals bij De strijd om de heerschappij ter zee en Maike, beide van Westland. Gerard Groeneveld vermeldt in zijn boek Zwaard van de geest dat de illustraties van Pieter Pouwels zijn. Hiermee bedoelt hij het binnenwerk, zo bleek bij navraag. Het boek van Groeneveld bevat (stof)omslagillustraties door Kuhn van Het wonder der erfelijkheid (pagina 167), De nieuwe grondslag van ons denken (pagina 172) en Het jonge Rijk (pagina 258). Op grond van het genoemde stijlverschil bij de tekening van de duivel, de vergissingen van Kuhn in auteursnamen en de stijl van de bandillustratie kan zeer zeker aan hem als illustrator van de band gedacht worden.
Pieter Kuhn is (vrijwel) zeker de tekenaar van de covers van de drie apart staande titels. Dit is met name het oordeel van Lex Ritman, de biograaf van Kuhn.
Een interessant detail is, dat de tekening van een Chinees door Kuhn in het blad De Basis van het reclamebureau Kastelein, leidt naar Van Chicago naar Tsjoengking met vrijwel identieke Chinees. Op de stofomslag staan ook wolkenkrabbers, nagenoeg identiek aan die op de band van Tusschen wolkenkrabbers. Hierop staan ook horizontale strepen die van boven naar beneden steeds dunner worden. Ook aanwezig op de omslag van De slag op den  Atlantischen Oceaan en de stofomslag van Soldaten tegen dood en duivel (en aanverwant affiche). Deze vier boeken kunnen dus aan Kuhn toegeschreven worden.
De boeken zijn gekartonneerd, behalve Goudhals en boeken met de vermelding: omslag. Op grond van correspondentie van Westland, stijl, belettering en halfpseudoniem (Willem Kühn in Goudhals) worden boeken op naam van Kuhn gezet. Om begrijpelijke redenen signeerde Kuhn zijn werk bij Westland niet. Hij deed dit overigens elders ook niet altijd. In Kapitein Robs stormachtige leven van Lex Ritman (1995) dook voor het eerst na de Tweede Wereldoorlog een door Kuhn geïllustreerd Westland-boek op: De strijd om de heerschappij ter zee van Jakob Kinau. Dit boek was door Gio Logeman ontdekt en herkent als boek met Kuhn-cover. Parool-journalist Paul Arnoldussen zag het in Ritmans boek afgebeeld en viel over het woord "Volksche" in de naam van de uitgeverij. Op het NIOD vond hij correspondentie ten aanzien van  Kuhn  en Westland met titels van door hem geïllustreerde boeken. Ook vond hij een aantal van die boeken zelf in de bibliotheek aldaar. Vandaar zijn artikel in Het Parool van  13 februari 1999. Wel had hij eerst overleg gepleegd met Lex Ritman. In de jaren daarna werden veel boeken van Westland met Kuhn-werk gevonden na vele speurtochten. Gerard Groeneveld maakte daar dankbaar gebruik van en wist dit vergeten werk aan een breder publiek bekend te maken.
Tijdens de oorlog stonden door Kuhn geïllustreerde boeken afgebeeld in een Westland-catalogus uit 1943, uiteraard zonder zijn naam. De signatuur 'Peter' bij Westland slaat op Peter Beekman. Kuhn signeerde weleens met 'Peter', andere belettering qua stijl, maar dan bij andere uitgevers. Correspondentie met Westland bevatte, zoals reeds vermeld, nooit NSB-elementen qua aanhef en afsluiting. Hij hoorde er duidelijk niet bij! Dit blijkt ook in het boek Bijzonder Gewoon van Sjoerd Faber en Gretha Donker (2000). Hierin staat onder andere vermeld dat er een onderzoek door het CABR (Centraal Archief Bijzondere Rechtspleging) had plaatsgevonden. Volgens Kuhn was hij in zijn woonplaats Hilversum met toestemming van het ondergrondse verzet voor Westland aan de slag gegaan. Op 18 mei 1947 vond nog een bespreking over deze materie plaats tussen overheidsfunctionaris Jacob Slooten, die in Hilversum onderzoek had gedaan, en Kuhn. Bij dit onderzoek was onder andere gebleken dat hij zich niet liet betalen voor het vervalsen van papieren. Toegevoegd officier J.P. Maas van de NBS noemde hem op 11 mei 1945 een 'flink ondergrondsche werker' (zie: stripinformatieblad Stripschrift 107/108 uit 1978).
In 2019 verscheen het boek Hitlers jongste hoop van Gerard Groeneveld over de indoctrinatie van de Duitse en ook Nederlandse jeugd door de nazi's. Hierin staan ook tien tekeningen die Pieter Kuhn voor de pro-Duitse Volksche Uitgeverij Westland had gemaakt. De bronvermelding staat op pagina 308 (nummer 17). In het register kan men de bladzijden met Kuhn-gegevens vinden. Dit overzicht is echter niet compleet. De covers van Herbert Norkus (pag.243; uit 1944) en Mölders en zijn mannen (pag.258; uit 1943) zijn ook van Kuhn. Bij Soldaten tegen dood en duivel (pag.261; uit 1943) staat Kuhn wel vermeld als illustrator van de cover, maar bij de genoemde affiches niet. Ook dit ontwerp is van hem. Boek en affiche zijn sterk verwant. Zie ook in dit kader: Pieter Kuhn, een boek met veel Kuhn-illustraties, van Lex Ritman (2012), aanwezig op de Koninklijke Bibliotheek in Den Haag.

## Sprookjesboeken
In 1943 en 1944 illustreerde Kuhn voor sprookjesboeken, deels gesigneerd met "Peter". Deze werden zogenaamd uitgegeven door de Goede Pers te Averbode (België). In werkelijkheid werden ze gedrukt en uitgebracht door Richard Bing, boekhandelaar en Duits officier buiten dienst van Oostenrijkse herkomst. Hij was fel anti-nazi. In zijn huis  in Hilversum, de plaats waar ook Kuhn woonde, had hij een illegale drukkerij aan de Boschlaan. Daarnaast deed hij aan vervalsingen en had joodse onderduikers. Edith (Miep Oranje), secretaresse op het Centraal Bureau van de LO (Landelijke Organisatie voor Hulp aan Onderduikers), heeft hem en nog anderen verraden aan de Duitsers. Op 5 september 1944 werd Richard Bing in Kamp Vught gefusilleerd. Hij heeft ondergedoken gezeten bij Kuhn op diens zeilschip te Loosdrecht, samen met Cornelius van Velsen, een collega van Kuhn bij het reclamebureau Kastelein in Hilversum. Een andere collega aldaar van Kuhn die ook op dit schip ondergedoken was geweest (1944), Alex Jagtenberg, had meegewerkt aan de bovengenoemde sprookjesboeken. Hij inktte, kleurde in en deed ook zelf tekenwerk.
Bij  Sprookjes van Grimm, twee boeken, één met Vrouw Holle en één met Roodkapje op de band, deed Kuhn vrijwel al het illustratiewerk. Bij Sprookjes van Andersen, ook twee boeken, één met een clown en één met een meisje met vlinder, op de band, beperkte hij zich tot een aantal zwarte prenten. Dat deed hij ook bij Sprookjes van Bechstein. Hier staat een raaf op de band. Alex Jagtenberg speelde een belangrijke rol bij het overige tekenwerk in die drie boeken. Verder is er nog Dierensprookjes van Grimm. De band wordt  gesierd met de ganze(n)maagd.  Hier zijn twee beperkt verschillende versies. Bij een ervan deed Kuhn al het tekenwerk, maar bij de ander waren de kleurenillustraties, wel sterk verwant aan zijn werk, niet van zijn hand. Hier valt de hand van Alex Jagtenberg te bespeuren. Verder waren de boeken identiek. Voor de bandillustraties van de sprookjesboeken zijn kleurenprenten uit het binnenwerk gebruikt. De boeken hebben een harde kaft, zijn 170/174 mm hoog en tellen 110 tot 134 pagina's.

## De Blauwe Wimpel met illustraties door Pieter Kuhn
- 1946: juni (p. 12 en 13) en juli (p. 20 en 21) en september (p. 4) en oktober (p. 18 en 19) en november (p. 20 en 21) en december (p. 10 en 21)
- 1947: februari (p. 43) en april (p. 89) en mei (p. 112 en 113 en 117) en juni (p. 126 en 127 en 141) en juli (p. 148 en 149 en 165) en augustus (p. 189) en september (p. 198 en 199 en 213) en oktober (p. 237) en november (p. 241 en 258 en 261) en december (p. 267 en 278 en 279 en 282 en 283)
- 1948: januari (p. 10 en 20 en 21) en februari (p. 38 en 39) en maart (p. 52 en 54 en 64 en 65) en april (p. 88 en 89) en mei (p. 114 en 115) en juni (p. 128) en augustus (p. 170 en 171) en september (p. 204 en 205) en oktober (p. 228 en 229) en november (p. 252 en 253)
- 1949: januari (p. 8 en 9 en 10) en maart (p. 56 en 57) en april (p. 82 en 83) en mei (p. 106 en 107) en juni (p. 127) en juli (p. 158 en 159) en augustus (p. 169 en 184 en 185 en 186 en 187) en september (p. 198) en november (p. 244 en 245)
- 1950: januari (p. 6 en 7) en april (p. 80)
- 1955: augustus (omslag: Bonaventura)
- 1957: februari (p. 34 en 35)
- 1961: januari (p. 20)

## Boeken in de Koninklijke Bibliotheek over Pieter Kuhn en Kapitein Rob door Lex Ritman
www.kb.nl; bij catalogus in zoekvenster typen: Lex Ritman; door op een titel te klikken wordt een korte bespreking zichtbaar.
- Voor Westland geïllustreerde boeken (2019)
- Kapitein Rob in Amsterdam: Pieter Kuhn op zoek naar Wang Hang en Amoy (2016)
- Wereld van Pieter Kuhn (2016)
- Kapitein Rob in Amsterdam: Pieter Kuhn in Amsterdam (2016)
- Kapitein Rob in Amsterdam (2016)
- Vlag en wimpel (2013)
- Pieter Kuhn (2012)
- Tweede Wereldoorlog (2012)
- Historisch onderzoek in Nederland en Schotland (2010)
- De filmaffiches van Pieter Kuhn: met Marlene Dietrich en Maurice Chevalier en Mae West (2006)
- De filmaffiches van Pieter Kuhn: filmaffiches van Marlene Dietrich en Maurice Chevalier (2006)
- Studies over Pieter Kuhn en Hans G. Kresse (2005)
- Werk van Pieter Kuhn in een catalogus van de Volksche Uitgeverij Westland (2001)
- Prentbriefkaarten door Pieter Kuhn (2001)
- Kapitein Rob en het advertentie-mysterie (2001)
- Kapitein Rob in beeldromans (2001)
- Titelpagina's van bladmuziek door Pieter Kuhn (2001)
- Reclamewerk in oorlogstijd door Pieter Kuhn (2001)
- Illustraties door Pieter Kuhn voor de Volksche Uitgeverij Westland (2000)
- Kapitein Robs stormachtige leven (errata en aanvullingen) (1997)
- Kapitein Robs stormachtige leven (1995)
- Het stormachtige leven van Kapitein Rob (1978)

## Extra correcties bij Kapitein Robs stormachtige leven**
- Pag.55: 1874 in plaats van 1875
- Pag.63: Djinn 8 verscheen op 4-6-1959
- Pag.74: Bokke Sieperda is juiste schrijfwijze
- Pag. 49 en 108: QN 2416 (m): op locatie van Zuiderkerk getekend: Westerkerk (identieke architectuur)
- Gekartonneerde verzamelband voor tijdschrift Natuur en Techniek: voor jaargang 1, 1931: Kuhn: cover: 1938 en 1939
- Boek Avonturen onder Chineesche zeeroovers: Kuhn: band en stofomslag: 1942